# Lynn Davies
Lynn Davies CBE (Nantymoel, 20 de maio de 1942) é um ex-atleta britânico, especialista no salto em distância e campeão olímpico em Tóquio 1964. Faz parte do Hall da Fama do Clube de Atletismo de Cardiff.
Conquistou a medalha de ouro olímpica com um salto de 8,07 m. Em sua carreira também foi campeão europeu da prova em 1966, duas vezes campeão dos Jogos da Commonwealth – 1966 e 1970 –  e foi eleito por duas vezes como Personalidade Esportiva do Ano do País de Gales pela BBC.